# Formel Mini
Formel Mini är en tävlingsklass inom karting som körs med 95 eller 85 cc Raket Motor. Klassen medverkar bland annat i tävlingsserierna MKR och Norrlandscupen. Man får börja köra Mini det år man fyller 10 år. Mini-kartar har gröna nummerskyltar.